# 1936. évi téli olimpiai játékok
Az 1936. évi téli olimpiai játékok, hivatalos nevén a IV. téli olimpiai játékok egy több sportot magába foglaló nemzetközi sportesemény volt, melyet 1936. február 6. és február 16. között rendeztek meg a németországi Garmisch-Partenkirchenben. Ugyanebben az évben Németország rendezhette a nyári olimpiát is Berlinben.
Az 1936-os téli olimpiát a Harmadik Birodalom Sporthivatala és Karl Ritter von Halt szervezte. Von Halt volt a negyedik téli olimpia idején ennek a szervezetnek az elnöke.

## Fontosabb események
- Az alpesisí első alkalommal szerepelt a téli olimpiai játékok programjában kombinált versenyszámként, melyben a síelők lesiklásban és szlalomban mérhették össze magukat. Német atléták nyerték a férfi és női versenyszámokat is.
- Ivar Ballangrud a gyorskorcsolya 4 versenyszámából háromban aranyérmet szerzett.
- Sonja Henie megnyerte harmadik aranyérmét műkorcsolyában. A magyar Rotter Emília–Szollás László műkorcsolyapáros megőrizte a négy évvel korábban megszerzett harmadik helyét.
- Svájc nyerte a bob négyemberes versenyszámát 5:19.85-ös idővel.
- Meglepetésre Nagy-Britannia nyerte a jégkorongtornát, 2–1-re legyőzve a háromszoros bajnok kanadai csapatot.
- Az éremtáblázat első helyén Norvégia végzett 7 arannyal, 5 ezüsttel és 3 bronzéremmel.
- Az ezen az olimpián kiosztott érmek voltak az eddigi legnagyobbak 100 mm-es átmérőjükkel, 4 mm-es vastagságukkal és 324 g-os súlyukkal.

## Főbb helyszínek
- Große Olympiaschanze – sífutás, síugrás, északi összetett
- Riessersee and surrounding area – bob, jégkorong, és gyorskorcsolya.

## Versenyszámok
| Sportág / Szakág  | Versenyszámok száma | Versenyszámok száma | Versenyszámok száma | Versenyszámok száma |
| Sportág / Szakág  | Férfi               | Női                 | Vegyes              | Összes              |
| ----------------- | ------------------- | ------------------- | ------------------- | ------------------- |
| Alpesisí          | 1                   | 1                   | 0                   | 2                   |
| Bob               | 2                   | 0                   | 0                   | 2                   |
| Északi összetett  | 1                   | 0                   | 0                   | 1                   |
| Gyorskorcsolyázás | 4                   | 0                   | 0                   | 4                   |
| Jégkorong         | 1                   | 0                   | 0                   | 1                   |
| Műkorcsolya       | 1                   | 1                   | 1                   | 3                   |
| Sífutás           | 3                   | 0                   | 0                   | 3                   |
| Síugrás           | 1                   | 0                   | 0                   | 1                   |
| Összesen          | 14                  | 2                   | 1                   | 17                  |

### Bemutató sportágak
- Military patrol
- Bajor curling

## Menetrend
| ● | Megnyitó ünnepség | ● | Versenynap | ● | Döntő(k) | ● | Záró ünnepség |

| Február             | 6 | 7 | 8 | 9 | 10 | 11 | 12 | 13 | 14 | 15 | 16 | Összesen |
| ------------------- | - | - | - | - | -- | -- | -- | -- | -- | -- | -- | -------- |
| Ünnepségek          | ● |   |   |   |    |    |    |    |    |    | ●  |          |
| Alpesisí            |   |   | 1 | 1 |    |    |    |    |    |    |    | 2        |
| Bob                 |   |   |   |   |    |    | 1  |    |    | 1  |    | 2        |
| Északi összetett    |   |   |   |   |    |    |    | 1  |    |    |    | 1        |
| Gyorskorcsolya      |   |   |   |   |    | 1  | 1  | 1  | 1  |    |    | 4        |
| Jégkorong           |   |   |   |   |    |    |    |    |    |    | 1  | 1        |
| Műkorcsolya         |   |   |   |   |    |    |    | 1  | 1  | 1  |    | 3        |
| Sífutás             |   |   |   |   | 1  |    | 1  |    |    | 1  |    | 3        |
| Síugrás             |   |   |   |   |    |    |    |    |    |    | 1  | 1        |
| Összes aznapi döntő | 0 | 0 | 1 | 1 | 1  | 1  | 3  | 3  | 2  | 3  | 2  | 17       |
| Összesítés          | 0 | 0 | 1 | 2 | 3  | 4  | 7  | 10 | 12 | 15 | 17 |          |
| Február             | 6 | 7 | 8 | 9 | 10 | 11 | 12 | 13 | 14 | 15 | 16 | Összesen |

## Részt vevő nemzetek
28 nemzet küldött erre az olimpiára sportolókat. Ausztrália, Bulgária, Görögország, Liechtenstein, Spanyolország és Törökország (vastagítással kiemeltek) Garmisch-Partenkirchenben debütált a téli olimpiai játékokra, illetve Észtország, Hollandia, Jugoszlávia, Lettország és Luxemburg ezen a sportünnepen tért vissza, miután kihagyták az 1932-es játékokat.
- Ausztrália (AUS) (1 – 1 férfi)
- Ausztria (AUT) (60 – 50 férfi, 10 nő)
- Belgium (BEL) (27 – 24 férfi, 3 nő)
- Bulgária (BUL) (7 – 7 férfi)
- Csehszlovákia (TCH) (44 – 39 férfi, 5 nő)
- Egyesült Államok (USA) (55 – 46 férfi, 9 nő)
- Észtország (EST) (5 – 3 férfi, 2 nő)
- Finnország (FIN) (19 – 19 férfi)
- Franciaország (FRA) (28 – 28 férfi)
- Görögország (GRE) (1 – 1 férfi)
- Hollandia (NED) (8 – 7 férfi, 1 nő)
- Japán (JPN) (31 – 30 férfi, 1 nő)
- Jugoszlávia (YUG) (17 – 17 férfi)
- Kanada (CAN) (29 – 22 férfi, 7 nő)
- Lengyelország (POL) (20 – 20 férfi)
- Lettország (LAT) (26 – 23 férfi, 3 nő)
- Liechtenstein (LIE) (4 – 4 férfi)
- Luxemburg (LUX) (4 – 4 férfi)
- Magyarország (HUN) (25 – 22 férfi, 3 nő)
- Nagy-Britannia (GBR) (38 – 28 férfi, 10 nő)
- Németország (GER) (55 – 48 férfi, 7 nő)
- Norvégia (NOR) (31 – 25 férfi, 6 nő)
- Olaszország (ITA) (40 – 35 férfi, 5 nő)
- Románia (ROU) (15 – 14 férfi, 1 nő)
- Spanyolország (ESP) (6 – 4 férfi, 2 nő)
- Svédország (SWE) (32 – 31 férfi, 1 nő)
- Svájc (SUI) (34 – 30 férfi, 4 nő)
- Törökország (TUR) (6 – 6 férfi)

## Éremtáblázat
| Az 1936. évi téli olimpiai játékok éremtáblázata | Az 1936. évi téli olimpiai játékok éremtáblázata | Az 1936. évi téli olimpiai játékok éremtáblázata | Az 1936. évi téli olimpiai játékok éremtáblázata | Az 1936. évi téli olimpiai játékok éremtáblázata | Olimpia  |
| ------------------------------------------------ | ------------------------------------------------ | ------------------------------------------------ | ------------------------------------------------ | ------------------------------------------------ | -------- |
|                                                  | Ország                                           | Arany                                            | Ezüst                                            | Bronz                                            | Összesen |
| 1.                                               | Norvégia (NOR)                                   | 7                                                | 5                                                | 3                                                | 15       |
| 2.                                               | Németország (GER)                                | 3                                                | 3                                                | 0                                                | 6        |
| 3.                                               | Svédország (SWE)                                 | 2                                                | 2                                                | 3                                                | 7        |
| 4.                                               | Finnország (FIN)                                 | 1                                                | 2                                                | 3                                                | 6        |
| 5.                                               | Svájc (SUI)                                      | 1                                                | 2                                                | 0                                                | 3        |
| 6.                                               | Ausztria (AUT)                                   | 1                                                | 1                                                | 2                                                | 4        |
| 7.                                               | Nagy-Britannia (GBR)                             | 1                                                | 1                                                | 1                                                | 3        |
| 8.                                               | Egyesült Államok (USA)                           | 1                                                | 0                                                | 3                                                | 4        |
|                                                  |                                                  |                                                  |                                                  |                                                  |          |
| 9.                                               | Kanada (CAN)                                     | 0                                                | 1                                                | 0                                                | 1        |
|                                                  |                                                  |                                                  |                                                  |                                                  |          |
| 10.                                              | Franciaország (FRA)                              | 0                                                | 0                                                | 1                                                | 1        |
|                                                  | Magyarország (HUN)                               | 0                                                | 0                                                | 1                                                | 1        |
|                                                  |                                                  |                                                  |                                                  |                                                  |          |
| Összesen                                         | Összesen                                         | 17                                               | 17                                               | 17                                               | 51       |

## Közvetítések
A garmisch-partenkircheni olimpia volt az első, amelyről a Magyar Rádió is beszámolt. Első élő közvetítésük a Magyarország–Belgium jégkorong-mérkőzés volt. Helyszínről tudósítottak a Rotter–Szollár páros bronzérméről és a Szekrényessy testvérpár negyedik helyezést érő kűrjéről is.